# Теоретична механіка
Теорети́чна меха́ніка — це частина механіки, в якій вивчаються найзагальніші закони механічного руху або рівноваги матеріальних тіл і механічної взаємодії між ними. Механічний рух — найпростіша форма руху матерії, яка зводиться до простого переміщення за часом фізичних тіл з одного положення у просторі в інше.

## Основні поняття

### У фізиці
У фізиці під теоретичною механікою розуміється частина теоретичної фізики, що вивчає математичні методи класичної механіки (так звана аналітична механіка). Сюди відносяться, методи, що базуються на рівняннях Лагранжа, принципі найменшої дії, рівнянні Гамільтона-Якобі та ін.
Слід підкреслити, що аналітична механіка може бути як нерелятивістською — тоді вона перетинається з класичною механікою, так і релятивістською. Принципи аналітичної механіки є настільки загальними, що її релятивізація не приводить до фундаментальних труднощів.

### В технічних науках
В основі теоретичної механіки лежать закони Ньютона, тому вона називається ньютонівською або класичною. Класична механіка, яка є граничним випадком релятивістської механіки А.Ейнштейна, з великою точністю задовольняє багатьом галузям сучасної техніки при швидкостях руху тіл, досить малих у порівнянні зі швидкістю світла.
Абстрагуючись при вивченні руху матеріальних тіл від усього часткового, теоретична механіка розглядає тільки ті властивості, які в даній задачі є визначальними. Це приводить до розгляду різних моделей матеріальних тіл, які являють собою той чи інший ступінь абстракції. До основних абстракцій теоретичної механіки відносять поняття матеріальної точки і абсолютно твердого тіла.
Матеріальною точкою називається тіло, розмірами якого можна знехтувати при розв'язанні певних задач. Наприклад, при наближеному дослідженні рухів планет їх можна розглядати як матеріальні точки.
Абсолютно твердим називається тіло, відстань між будь-якими точками якого не змінюється під час рівноваги або руху.

## Структура курсу
За характером задач, що вивчаються, теоретична механіка складається з трьох розділів:
- статики, в якій вивчаються методи еквівалентних перетворень систем сил, а також умови рівноваги матеріальних тіл;
- кінематики, в якій вивчається механічний рух матеріальних тіл з геометричного боку, тобто незалежно від мас та діючих на них сил;
- динаміки, в якій вивчається рух матеріальних тіл у зв'язку з діючими на них силами.

Окрім цих трьох розділів, у теоретичній механіці вивчаються також елементи аналітичної механіки, яка являє собою сукупність найбільш узагальнених аналітичних методів розв'язання задач механіки, котрі дозволяють не тільки однаково розв'язувати задачі динаміки, а й поширювати їх на такі галузі, як класична теорія поля і квантова механіка.

## Історія розвитку
Закони теоретичної механіки сформульовані завдяки плідній праці багатьох поколінь вчених. Перші викладення загальних понять механіки містяться у творах старогрецького філософа Арістотеля (384—322 рр. до н. е.), який розглядав розв'язання практичних задач за допомогою важеля. Вперше наукове обґрунтування механіки з'являється в роботі сіракузького геометра і механіка Архімеда (287—212 рр. до н. е.). Він здійснив спробу аксіоматизації механіки (статики), дав низку наукових узагальнень, що відносяться до вчення про рівновагу, центр ваги і гідростатики (закон Архімеда).
Швидкий розвиток механіки починається з епохи Відродження. Видатні вчені цієї епохи розвинули методи статики і заклали основи динаміки. Найбільший внесок в механіку внесли: Леонардо да Вінчі (1452—1519) — вивчав траєкторію тіла, кинутого під кутом до горизонту, рух тіла по площині і явище тертя, а також запровадив поняття моменту сили відносно точки; Сімон Стевін (1548—1620) — дав аксіоматичну побудову статики на основі постулатів Архімеда, запровадив поняття силового трикутника і довів теорему про три сили; Миколай Коперник (1473—1543) — відкрив геліоцентричну систему світу; Галілео Галілей (1564—1642) — встановив основні закони вільного падіння тіл, увів поняття про нерівномірний рух і прискорення точки, вперше сформулював закон інерції, принцип відносності класичної механіки і дослідив дію сил на тіла, що рухаються; Йоганн Кеплер (1571—1630) — відкрив закони руху планет; Рене Декарт (1596—1650) — ближче до своїх сучасників підійшов до правильного формулювання закону інерції, вперше увів поняття кількості руху матеріальної точки і дослідив питання про складання довільного числа рухів точки; Хрістіан Гюйгенс (1629—1695) — розробив теорію коливань фізичного маятника і визначив центр його коливання, довів теореми про відцентрову силу, експериментально визначив прискорення сили тяжіння, дослідив проблему удару двох тіл; Роберт Гук (1635—1703) — відкрив закон пропорційності між силою, прикладеною до пружного тіла, і його деформацією (закон Гука), що є основним співвідношенням при сучасних розрахунках динаміки та міцності конструкцій і споруд, а також передбачив закон всесвітнього тяжіння Ньютона; П.Варіньон (1654—1722) — встановив в остаточному вигляді поняття моменту сили, умови рівноваги системи збіжних і паралельних сил, довів теорему про момент рівнодійної.
Одне з перших місць у розвитку механіки займає Готфрід Лейбніц (1646—1716), який розробив і застосував до задач механіки диференціальне і інтегральне числення, увів поняття кінетичної енергії і впритул наблизився до утворення варіаційного числення. Завершив встановлення основних законів динаміки великий англійський математик і механік Ісаак Ньютон (1643—1727). У своєму знаменитому творі «Математичні основи натуральної філософії» (1687) він сформулював основні поняття класичної механіки, її аксіоматику, а також низку фундаментальних теорем небесної механіки і закон всесвітнього тяжіння.
Період розвитку механіки після Ньютона значною мірою пов'язаний з ім'ям Л.Ейлера (1707—1783), який більшу частину життя працював у Петербурзькій академії наук. Л.Ейлер повністю завершив процес математизації механіки точки, був засновником механіки твердого тіла і сформулював закони динаміки для суцільного середовища.
Подальший розвиток механіки проходив у зв'язку з вивченням руху системи матеріальних точок. Розвиток цього напрямку був покладений працями Ж. Л. Даламбера (1717—1783), який сформулював принцип, за допомогою якого формально задачі динаміки зводились до задач статики (принцип Даламбера) і Ж. Л. Лагранжа (1736—1813). У своєму видатному творі «Аналітична механіка» він сформулював найзагальніший принцип статики — принцип можливих переміщень, знайшов загальну закономірність механіки — загальне рівняння динаміки, і вивів в узагальненому вигляді диференціальні рівняння руху механічної системи (рівняння Лагранжа першого і другого роду).
Надалі працями видатних математиків і механіків П. С. Лапласа (1749—1827), К. Ф. Гауса (1777—1855), С.Пуассона (1781—1840), В.Гамільтона (1805—1865), К.Якобі (1804—1851), М. В. Остроградського (1801—1861) завершилась математизація механіки системи матеріальних точок і абсолютно твердого тіла, були вироблені специфічні для аналітичної механіки поняття (узагальнені координати, узагальнені швидкості, узагальнені сили) і розроблені математичні методи розв'язання багатьох задач.
Одночасно з розвитком аналітичних методів механіки в цей період удосконалюються геометричні методи, зокрема в задачах статики. Так, у книзі французького механіка Луї Пуансо (1777—1859) «Елементи статики» вперше була введена нова абстракція — пара сил і викладена теорія приведення довільної системи сил до заданого центру.
Наступний розвиток механіки характеризується поглибленим вивченням ряду її розділів і появою нових. Слід відзначити роботи С. М. Ковалевської (1850—1891) з теорії обертання важкого твердого тіла навколо нерухомої точки, які стали початковою точкою для прикладної теорії гіроскопів. Значний внесок у розвиток механіки неголономних систем, що має чисельні застосування в кібернетиці, теорії автоматичного керування, динаміці машин, зробили Д.Гіббс (1839—1903), С. А. Чаплигін (1863—1945) та інші вчені. Теорія стійкості, рівноваги та руху, яка була тісно пов'язана з проблемою точного приладобудування, створена і розвинута працями Е.Рауса (1831—1907), М. Є. Жуковського (1847—1921), О. М. Ляпунова (1857—1918), А.Пуанкаре (1854—1912). Суттєві результати в теорії гіроскопів, які є основою навігаційних приладів, були отримані Л.Фуко (1819—1868), О. М. Криловим (1863—1945), В. В. Булгаковим (1901—1952) та іншими механіками.
Проблема боротьби з небезпечними вібраціями машин і споруд призвела до розробки теорії малих коливань, де значні результати отримали Релей (1842—1919), А.Пуанкаре, О. М. Крилов. На початку ХХ сторіччя інтенсивного розвитку набула теорія нелінійних коливань, що описує процеси не тільки в механічних, а і в радіотехнічних, хімічних, біологічних та інших системах, основоположниками якої були Ван-дер-Поль, О. О. Андронов (1901—1952), М. М. Крилов (1879—1955), М. М. Боголюбов та ін.
Основи механіки тіла змінної маси, що є фундаментом вивчення реактивного польоту, були закладені в роботах І. В. Мещерського (1859—1935), К. Е. Ціолковського (1857—1935) і розвинуті С. П. Корольовим (1907—1966). Подальший розвиток цього розділу механіки працями А.Лоренца (1853—1928), А.Пуанкаре і А.Ейнштейна (1879—1955) привів до встановлення положень теорії відносності.

## Методи теоретичної механіки
В теоретичній механіці широко застосовуються методи
- векторного числення і диференціальної геометрії,
- математичного аналізу,
- диференціальних рівнянь,
- варіаційного числення.

Теоретична механіка стала основою для створення багатьох прикладних напрямків. Це гідромеханіка, механіка деформівного твердого тіла, теорія коливань, динаміка і міцність машин, гіроскопія, теорія автоматичного керування, теорія польоту, навігація та ін.